# 하야토
하야토(일본어: 隼人)는 고대 일본의 규슈 남부의 사쓰마, 오스미(현재의 가고시마현 일대) 등지에 살던 것으로 전해지는 부족이다. 하야비토(일본어: はやびと), 하이토(일본어: はいと) 등으로도 불린다.
근세에 이르도록 사쓰마번의 번사나 가고시마 현의 남성을 사쓰마하야토(薩摩隼人)라고 부르기도 했으나, 이 하야토와는 직접적인 관계가 없다.

## 역사
구마소(熊襲)와 동일시되는 경우가 많으나, 구마소는 일본서기 같은 전설적 기록에만 기술되어 있는 데 반해 이 하야토는 헤이안 시대 초기까지 다수의 역사상 기록이 남아 있다. 구마소는 흔히 반항적인 집단으로 묘사되는 데 반해 하야토는 닌토쿠기에서 천황과 귀족의 신하였다고 쓰여있다.
역사적 기록으로서는 덴무 천황 치세인 682년에 하야토가 나아와 공물을 바치며 복속하였다는 서술이 최초이다. 그러나 복속 이후에도 하야토는 종종 조정에 반란을 일으켰고 713년 오스미국 설치 이후에도 오스미 하야토가 반란을 일으켰으나, 720년 하야토의 반란으로 불리는 대규모 반란이 721년에 오토모노 타비토(大伴旅人)의 군대에 진압된 이후로는 잦아들었다.
800년에는 반전수수법(班田収授法)이 실시되어 일반 공민과 같은 조용조(租庸調)가 부과되었고, 이듬해에는 6년에 한번 행하여지던 조공 제도인 하야토의 조(隼人之調)를 폐지하였다. 이 시기 쯤에는 하야토가 일반 백성으로 동화되어 사라졌다고 생각된다.

## 문화
속일본기의 요로 6년(721년) 4월 16일조의 기록에 "무츠(陸奥)의 에조 · 사쓰마(薩摩)의 하야토 등을 정토한 장군, (...) 통역자에게 지위와 공적에 따라 훈위를 수여한다"고 쓰여있어 소통에는 통역자가 필요했을 것이라고 유추된다.

## 같이 보기
- 구마소
- 아이누
- 류큐 민족